# Gerrardanthus paniculatus
Gerrardanthus paniculatus är en gurkväxtart som först beskrevs av Maxwell Tylden Masters, och fick sitt nu gällande namn av Célestin Alfred Cogniaux. Gerrardanthus paniculatus ingår i släktet Gerrardanthus och familjen gurkväxter. Inga underarter finns listade i Catalogue of Life.